# Porto Alegre (tiểu vùng)
Porto Alegre là một tiểu vùng thuộc bang Rio Grande do Sul, Brasil. Tiều vùng này có diện tích 5589 km², dân số năm 2007 là 3421861 người.